# Huda Polica
Huda Polica is een plaats in Slovenië en maakt deel uit van de gemeente Grosuplje in de NUTS-3-regio Osrednjeslovenska. De plaats telde 34 inwoners op 1 januari 2020.